# Heinz London
Heinz London (Bonn, 7 november 1907 – Oxford, 3 augustus 1970) was een Duits-Britse natuurkundige. Samen met zijn broer Fritz London werkte hij op het gebied van supergeleiding.

## Biografie
London werd geboren in Bonn in een liberaal Duits-Joods gezin. Zijn vader, Franz London, was hoogleraar wiskunde aan de universiteit van Bonn en zijn moeder, Luise Hamburger, was de dochter van een welvarende linnenfabrikant. Zijn vader overleed aan hartfalen toen Heinz negen jaar oud was. Van grote invloed op Heinz verdere ontwikkeling was zijn zeven jaar oudere broer Fritz. Gedurende hun levens onderhielden de beide broers een innig contact, ook toen Fritz in Amerika verbleef en Heinz in Engeland.
Heinz studerende in 1926/27 aan de universiteit van Bonn, daarna doorliep hij voor een halfjaar een stage in de chemische fabriek W.C. Heraus in Hanau. Vervolgens bracht hij een studiejaar door aan de Technische Hogeschool Berlin-Charlotteburg (de huidige Technische Universiteit Berlijn) tot 1929 en aan de universiteit van München tot 1931.
Vanaf 1931 was London werkzaam in Breslau in de werkgroep van Franz Eugen Simon, die zich had gespecialiseerd op het onderzoek van supergeleiding. Na de machtsgreep van de nationaalsocialisten zag hij zich gedwongen te emigreren omdat een verdere academische carrière voor Joden in Duitsland niet meer mogelijk was. Na het behalen van zijn promotie verhuisde hij naar Oxford waar reeds zijn broer Fritz en Eugen Simon met enkele andere medewerkers aan het Clarendon-laboratorium een nieuw werkterrein hadden gevonden.
Oxford was het eerste centrum voor lage-temperatuurfysica in het Verenigd Koninkrijk. Vanaf 1936 werkte Heinz in het H.H. Wills-laboratorium in Bristol, terwijl Fritz eerst naar het Institut Henri Poincaré en later naar de Duke-universiteit ging. Na de uitbraak van de Tweede Wereldoorlog werd London in 1940 als “vijandig buitenlander” enige tijd geïnterneerd op het eiland Man, maar werd vervolgens vrijgelaten om mee te werken aan het Britse atoomprogramma. In 1942 verkreeg hij het Britse staatsburgerschap.
Heinz London, die zijn gehele leven een stevige roker was geweest, overleed in 1970 aan de gevolgen van longkanker.

## Werk
Daar waar zijn broer Fritz de theoreticus was was Heinz de experimentator van het stel. In zijn proefschrift had hij onderzocht hoe diep een stroom in een supergeleiding binnendringt. Ook stelde hij een model op waarin elektronen in een geleider in twee categorieën werden verdeeld: ‘normale’ elektronen en supergeleidende elektronen. (Vergelijkbaar met het twee-vloeistoffenmodel van de Nederlandse fysici Hendrik Casimir en Cor Gorter uit 1934) Omdat zijn hypothese alleen in zijn proefschrift stond bleef het onopgemerkt totdat hij in Engeland kwam en het zijn broer liet zien. Vervolgens verscheen in Physica een uitgebreider model van de gebroeders London.
Nadat de gebroeders London een verslag hadden gelezen van Walther Meissners experiment begonnen ze aan een thermodynamische behandeling van het probleem van supergeleiding; ze waren dan ook teleurgesteld toen bleek dat Casimir en Gorter hun voor waren geweest. Desondanks zette ze hun onderzoek naar supergeleiding voort.
In de loop van hun onderzoek vonden ze dat de elektrische stroom zich bevond in een zeer dunne buitenste laag in de supergeleider. De buitenste laag waarin de elektronen rondlopen vormt een scherm tegen de binnendringing van het magnetisch veld en daarmee hadden de gebroeders London het meissner-effect verklaard. (Deze 'penetratiediepte' is ongeveer een tienduizendste dik.)